# Haemodorum spicatum
Haemodorum spicatum är en enhjärtbladig växtart som beskrevs av Robert Brown. Haemodorum spicatum ingår i släktet Haemodorum och familjen Haemodoraceae. Inga underarter finns listade.